# Арисменди Эскивель, Фелипе
Фели́пе Арисме́нди Эскиве́ль (исп. Felipe Arizmendi Esquivel; род. 1 мая 1940, Чильтепек, Мексика) — мексиканский кардинал. Епископ Тапачулы с 7 февраля 1991 по 31 марта 2000. Епископ Сан-Кристобаль-де-лас-Касаса с 31 марта 2000 по 3 ноября 2017. Кардинал-священник с титулом церкви Сан-Луиджи-Мария-Гриньон-де-Монфор с 28 ноября 2020.